# 佩氏龍鰧
佩氏龍鰧又名西非龍鰧，是條鰭魚綱鱸形目龍鰧科龍鰧屬一個種。為大西洋東部非洲西部的魚類。

## 命名
本魚由法國魚類學家讓·卡德納於1937年命名。
其種小名是姓氏，是為了致敬法國動物學家雅克·佩勒格林（Jacques Pellegrin）。

## 分布
本魚分布於大西洋東部，從非洲的塞內加爾至奈及利亞，包括加納利群島及維德角，在茅利塔尼亞亦有記錄。所在海域沿岸國家為安哥拉、剛果共和國、剛果民主共和國、赤道幾內亞、加彭、幾內亞、利比里亞、納米比亞、聖多美和普林西比、塞拉利昂。
本魚為海魚，為熱帶魚，為底棲魚，棲息深度可達150公尺。

## 形態
本魚為小型魚，體長可達20公分，通常在15公分左右，本魚鰓蓋棘及第一背鰭的棘有毒腺。

## 生態
本魚棲息棲息於近岸沿海的石質、沙質及泥質海底，如同其它同屬魚種，會埋身泥沙中，只露出雙眼及有毒背鰭，以伏擊獵物。食物以無脊椎動物為主、偶爾為小魚。
卵和魚苗皆浮游。

## 經濟利用
本魚為食用魚，偶然由拖網及傳統方式被捕獲，新鮮販售，主要在國內市場，未有國際貿易。

## 風險管理
本魚的背棘、鰓蓋棘有毒腺，被刺傷會引起劇烈疼痛，其疼痛可以持續好几天，且傷口有感染風險。

## 保護現狀
有關本魚種群的統計資訊很少，當地漁民拖網會偶然捕獲本魚，但本魚在當地的依然常見，而且并沒有針對此物種的特别威脅出現，當地也没有物種保護計劃，國際自然保護聯盟於2014年評估本魚為無危物種。